# Wikipedia en hebreo
La Wikipedia en hebreo (en hebreo: ויקיפדיה העברית, AFI:  [wikiˈpedja ha (ʔ) entsikloˈpedja haχofˈʃit]) es la edición en hebreo de Wikipedia. Esta edición comenzó el 8 de julio de 2003. En agosto de 2005 tenía más de 24 000 artículos. Actualmente contiene 372 526 artículos.
Teniendo en cuenta el número relativamente bajo de hablantes nativos de hebreo, la comunidad hebrea de Wikipedia es una de las más activas y productivas.
La Wikipedia en hebreo es célebre por el elevado nivel de sus artículos de matemáticas que cubren desde los aspectos como los fundamentos del cálculo o álgebra lineal hasta temas avanzados como análisis funcional y álgebra abstracta. Otra área de trabajo importante es la historia con especial atención a la historia judía y de Israel. 

## Hitos
- 8 de julio de 2003: Comienza Wikipedia en hebreo.
- 25 de octubre de 2003: Wikipedia en hebreo llega a los 1 000 artículos.
- 22 de julio de 2004: La primera reunión de wikipedistas hebreos tuvo lugar en Tel Aviv, Israel.
- 10 de septiembre de 2004: Wikipedia en hebreo llega a los 10 000 artículos.
- 20 de septiembre de 2004: La versión hebrea del artículo de la Bandera de Kazajistán se ha convertido en el artículo un millón creado entre todas las wikipedias.
- Agosto de 2005: Wikipedia en hebreo llega a los 24 000 artículos.
- 24 de diciembre de 2006: Wikipedia en hebreo llega a los 50 000 artículos.
- 10 de enero de 2010: Wikipedia en hebreo llega a los 100 000 artículos.
- 29 de agosto de 2013: Wikipedia en hebreo llega a los 150 000 artículos.
- 28 de diciembre de 2016: Wikipedia en hebreo llega a los 200 000 artículos.
- 29 de enero de 2019: Wikipedia en hebreo llega al 1 000 000 de páginas.